# Мари Герекмазян
Мари Герекмазян (на арменски: Մարի Կերեքմէզեան) е считана за първата скулпторка в Турция.

## Биография
Родена е през 1913 г. в арменско семейство в Талас, близо до Кайсери. Учи в местното основно училище. След това се мести в Истанбул, където завършва средното си образование. Запознава се с турския писател Ахмед Хамди Танпинар, който я вдъхновява по-късно да следва философия в Истанбулския университет. След това учи скулптура във Великата художествена академия в Истанбул. Учи при германския скулптор Рудолф Белинг.
Мари Герекмазян преподава изкуство и арменски език в арменското училище в Истанбул. Почива през 1947 г. от туберкулоза, погребана е в арменските гробища в Истанбул.

## Творчество
Голяма част от произведенията на Мари Герекмазян са изчезнали. Част от творбите ѝ се съхраняват във фонда на Музея на живописта и скулптурата в Истанбул и в частната колекция на фамилията Еюбоглу, в която се намира бюста на Бедри Рахми. Някои от най-известните ѝ скулптури са:
- Бюст на проф. Нешет Юмер (1943)
- Бюст на проф. Шекип Тунч (1943)
- Бюст на Шекип Тунч (1943)
- Маската на Патрик Месроб Тин (1944)
- Бюст на Яхия Кемал Беятли (1945)
- Бюст на Бедри Рахми

## Награди
Получава награда за скулптурите на проф. Нешет Юмер и проф. Шекип Тунч на скулптурното изложение в Анкара. Получава първа награда за бюста на Яхия Кемал Беятли на изложението за изящни изкуства от правителството в Анкара.

## Връзка с Бедри Рахми Еюбоглу
Докато следва в Художествената академия в Истанбул, се запознава с турския художник и поет Бедри Рахми Еюбоглу. През 1940-те години тя подпомага неговото творчество. Двамата се влюбват, а връзката им наподобява тази на Огюст Роден и Камий Клодел. Мари Герекмазян прави няколко скулптури на Еюбоглу, а той рисува множество нейни скици. След смъртта ѝ, той посвещава стихотворение на нея.

## Почит
През 2012 г. арменската гимназия в Истанбул е домакин на изложба за Мари Герекмазян, организирана от арменския фотограф Ара Гюлер.